# 神河町
神河町（かみかわちょう）は、兵庫県のほぼ中央に位置する町。神崎郡に属し、2005年11月7日に同郡神崎町と大河内町が合併して誕生した。中播磨県民センター管轄区域。

## 地理
但馬と播磨の分水嶺の南側に位置しており「播磨の奥座敷」ともいわれる。面積は202.23平方キロメートル。山林が約8割を占めており、千町ヶ峰・千ケ峰・暁晴山などの1,000メートル級の山々に囲まれている。峰山・砥峰高原は関西地方でも有数の高原地帯となっている。集落は、小田原川、市川、越知川、犬見川といった河川沿いの狭い谷底平野に点在している。神河町役場付近の標高は、150メートル。
- 山：千ヶ峰、笠形山、千町ヶ峰、暁晴山、夜鷹山、平石山
- 河川：市川、越知川、猪篠川、犬見川
- 湖沼：太田池

### 隣接する自治体
姫路市への通勤率は17.5%、福崎町への通勤率は10.3%である（いずれも平成22年国勢調査）。
- 姫路市
- 朝来市
- 宍粟市
- 神崎郡市川町
- 多可郡多可町

## 歴史
- 2005年（平成17年）11月7日 - 神崎町・大河内町が合併して発足。
- 2017年（平成29年）
  - 8月31日 - 神河町唯一のスーパーマーケットが閉店。町民などからの出資を得て翌年にスーパーマーケットが新たに開業[3]。
  - 12月 - 峰山高原リゾートが開園。 国の援助を受けて、日本で14年ぶりの新スキー場で観光客の誘致と周囲の住民の雇用創出にも成功したことで過疎の町の奇跡と報道された。当初は住民から「税金の無駄遣い」や「ハコモノ」という反対意見もあったが、予想以上の集客と経済効果で、肯定的に見られるようになった[4]。

2017年以前から神河町にはスーパーマーケットは複数店ある。
Ａコープ；農協系のスーパーマーケット。神河町粟賀町321-1に存在する。
マックスバリュー：イオン系のスーパーマーケット。神河町粟賀町363番地に存在する。道向かいにはイオン系列のウエルシア薬局もある。付近にはオンセンドやダイソーも出店している。

## 行政
- 初代町長：足立理秋（あだちみちあき　旧神崎町長）
- 町長職務執行者（初代町長選出まで）：上野英一（うえのひでかず　旧大河内町長）
- 2代目町長： 山名宗悟（やまなそうご　2009年11月15日投開票の結果当選）

### 衆議院
- 任期：2021年（令和3年）10月31日 - 2025年（令和7年）10月30日（「第49回衆議院議員総選挙」参照）

| 選挙区 | 議員名 | 党派名     | 当選回数 | 備考   |
| --- | ------ | ---------- | -------- | ------ |
| 兵庫県第12区（神河町、相生市、赤穂市、たつの市、宍粟市、姫路市（旧家島町・夢前町・香寺町・安富町域）、揖保郡、赤穂郡、佐用郡） | 山口壯 | 自由民主党 | 7        | 選挙区 |

## 産業と観光地
- 峰山高原リゾート - 2017年（平成29年）12月開園[4]

立地企業
- 福伸電機株式会社粟賀工場
- キンキサイン株式会社本社第二工場
- 日本耐火原料株式会社

## 地域

### 人口
平成22年国勢調査では、兵庫県の市町の中で最も人口が少ない。県内人口最小自治体では最も多く2021年に栃木県塩谷町が1万人を下回ってからは唯一県内人口最小自治体で１万人を超えていたが、2023年に1万人を下回った。
前回調査からの人口増減をみると、5.97％減の12,296人であり、増減率は県下41市町村中36位、49行政区域中44位。
| |                                        |  |
| 神河町と全国の年齢別人口分布（2005年） | 神河町の年齢・男女別人口分布（2005年） |  |
| ■紫色 ― 神河町 ■緑色 ― 日本全国 | ■青色 ― 男性 ■赤色 ― 女性              |  |
| 神河町（に相当する地域）の人口の推移 \| 1970年（昭和45年） \| 14,659人 \| \| \| 1975年（昭和50年） \| 14,517人 \| \| \| 1980年（昭和55年） \| 14,401人 \| \| \| 1985年（昭和60年） \| 14,266人 \| \| \| 1990年（平成2年） \| 14,492人 \| \| \| 1995年（平成7年） \| 13,829人 \| \| \| 2000年（平成12年） \| 13,500人 \| \| \| 2005年（平成17年） \| 13,077人 \| \| \| 2010年（平成22年） \| 12,289人 \| \| \| 2015年（平成27年） \| 11,452人 \| \| \| 2020年（令和2年） \| 10,616人 \| \| |                                        |  |
| 総務省統計局 国勢調査より |                                        |  |
| 1970年（昭和45年） | 14,659人                               |  |
| 1975年（昭和50年） | 14,517人                               |  |
| 1980年（昭和55年） | 14,401人                               |  |
| 1985年（昭和60年） | 14,266人                               |  |
| 1990年（平成2年） | 14,492人                               |  |
| 1995年（平成7年） | 13,829人                               |  |
| 2000年（平成12年） | 13,500人                               |  |
| 2005年（平成17年） | 13,077人                               |  |
| 2010年（平成22年） | 12,289人                               |  |
| 2015年（平成27年） | 11,452人                               |  |
| 2020年（令和2年） | 10,616人                               |  |

2014年（平成26年）5月8日に「日本創成会議・人口減少問題検討分科会」が発表した2040年人口推計結果で、20歳から39歳までの若年女性の減少率が2010年（平成22年）比で61.7%となり、「消滅可能性都市」の1つとされた。

### 教育
幼稚園
- 神河町立寺前幼稚園
- 神河町立長谷幼稚園
- 神河町立神崎幼稚園
- 神河町立越知谷幼稚園

小学校
- 神河町立寺前小学校
- 神河町立長谷小学校
- 神河町立神崎小学校

中学校
- 神河町立神河中学校

高等学校
- 兵庫県立神崎高等学校

廃校

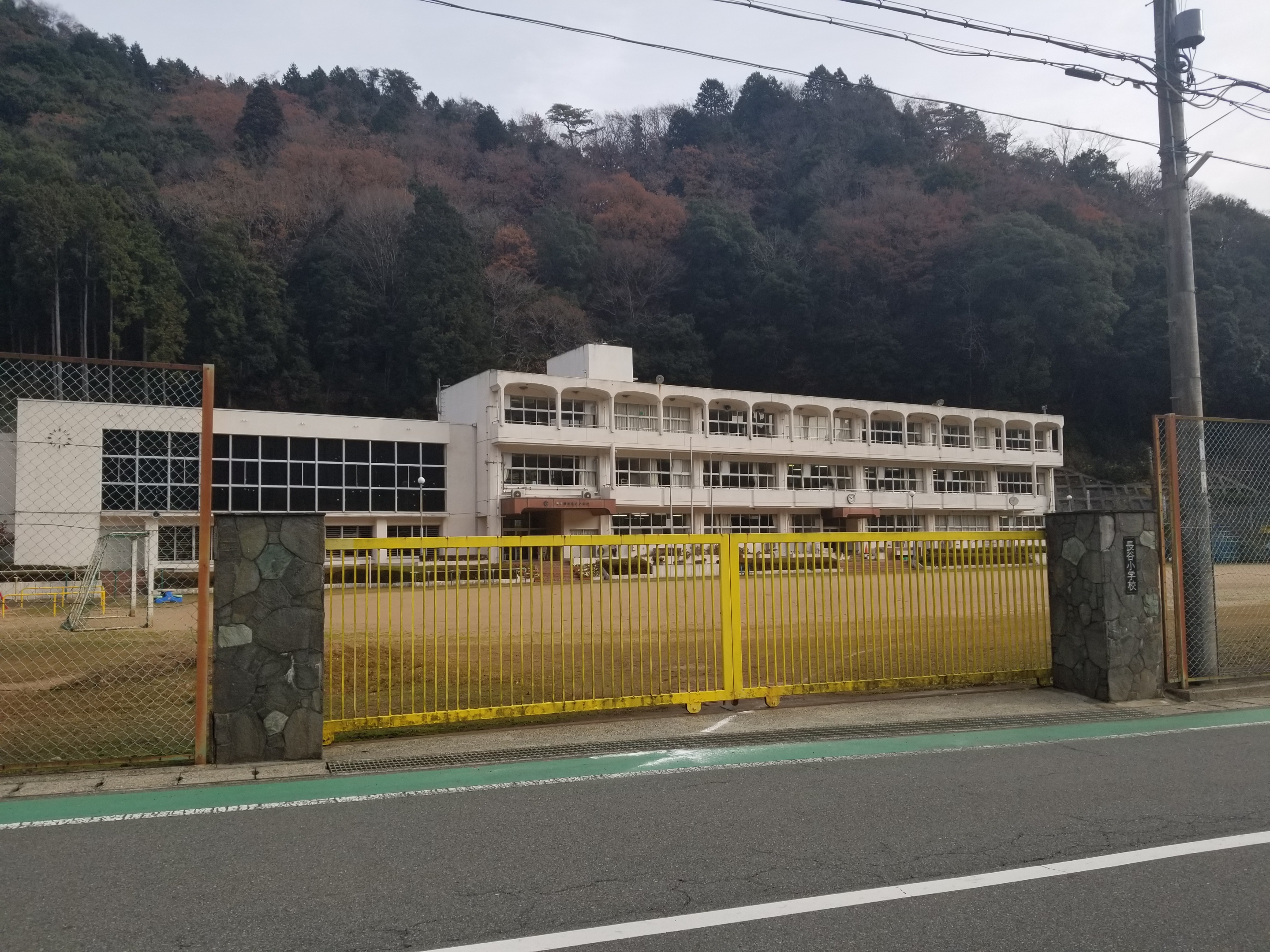
神河町立長谷小学校

- 神河町立上小田幼稚園（2006年3月31日、寺前幼稚園に統合）
- 神河町立上小田小学校（2006年3月31日、寺前小学校に統合）
- 神河町立大河内中学校（2011年3月31日、神崎中学校と統合し神河中学校に）
- 神河町立神崎中学校（2011年3月31日、大河内中学校と統合し神河中学校に）
- 神河町立川上幼稚園（2012年3月31日、長谷幼稚園に統合）
- 神河町立川上小学校（2012年3月31日、長谷小学校に統合）
- 神河町立粟賀幼稚園（2013年3月31日、大山幼稚園と統合し神崎幼稚園に）
- 神河町立大山幼稚園（2013年3月31日、粟賀幼稚園と統合し神崎幼稚園に）
- 神河町立南小田幼稚園（2013年3月31日、寺前幼稚園に統合）
- 神河町立粟賀小学校（2013年3月31日、大山小学校と統合し神崎小学校に）
- 神河町立大山小学校（2013年3月31日、粟賀小学校と統合し神崎小学校に）
- 神河町立南小田小学校（2013年3月31日、寺前小学校に統合）
- 神河町立越知谷小学校（2020年3月31日、神崎小学校に統合）

## 地区
吉冨（よしとみ）
　旧大山村の最南端に位置し、久子（くご）、野上（のがみ）、大歳上（おおとしかみ）、大歳下（おおとししも）、段床（だんどこ）、仲屋（なかや）、戸田（とだ）、庵西（あんにし）、向台（むこうだい）の9組（小集落）から成る。戦国時代以前は藤原一族の荘園がおかれていた縁で、藤原氏の氏神の春日神社が分祀された。明治時代に下吉冨と上吉冨が合併して誕生した。消防団の活動が活発で、最新では令和5年に神河町消防団操法訓練大会においてポンプ自動車の部で優勝を果たしている。
猪篠（いざさ）
　生野峠の南側に存在する集落。

大山（おおやま）
　神河町の前身である神崎町の更に前に存在した大山村の中心地
杉（すぎ）
新田（しんでん）
作畑（さくはた）
大畑（おおはた）
岩屋（いわや）
根宇野（みよの）
山田（やまだ）
中村（なかむら）
　金楽山法楽寺（ほうらくじ）が有名。播州犬寺との別名あり。播磨西国観音霊場札所15番に数えられている。
粟賀町（あわがまち）
福本（ふくもと）
　旧福本陣屋があった地区。旧石器から奈良時代にかけての遺跡が発掘され保存されている。
東柏尾（ひがしかしお）
　薬王寺神社が有名。２月に開催され「厄神さん」と称する祭りは昔から親しまれている。
柏尾（かしお）
寺野（てらの）
貝野（かいの）
加納（かのう）
寺前（てらまえ）

## 交通

### 鉄道路線
- 中心となる駅：寺前駅

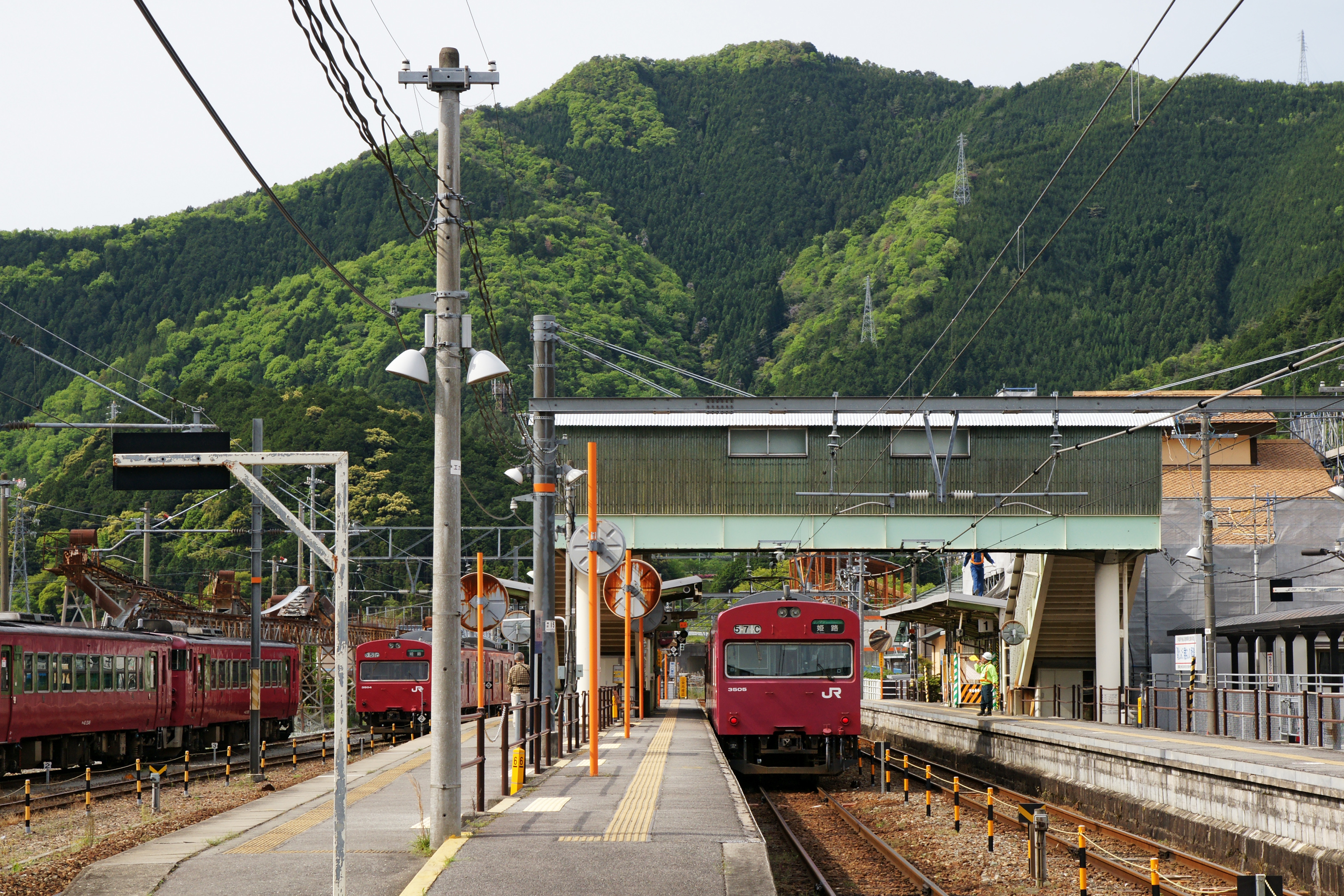
寺前駅

  -  播但線 新野駅 - 寺前駅 - 長谷駅

### バス
- ウイング神姫（粟賀営業所）

### 道路
- 有料道路
  - E95 播但連絡道路
    - 神崎南ランプ
    - 神崎北ランプ
- 一般国道
  - 国道312号
- 主要地方道
  - 兵庫県道8号加美宍粟線
  - 兵庫県道39号一宮生野線
- 一般県道
  - 兵庫県道213号長谷停車場線
  - 兵庫県道367号岩屋生野線
  - 兵庫県道404号長谷市川線
- 道の駅
  - 道の駅銀の馬車道・神河（国道312号）

## 名所・旧跡・観光スポット
- 砥峰高原

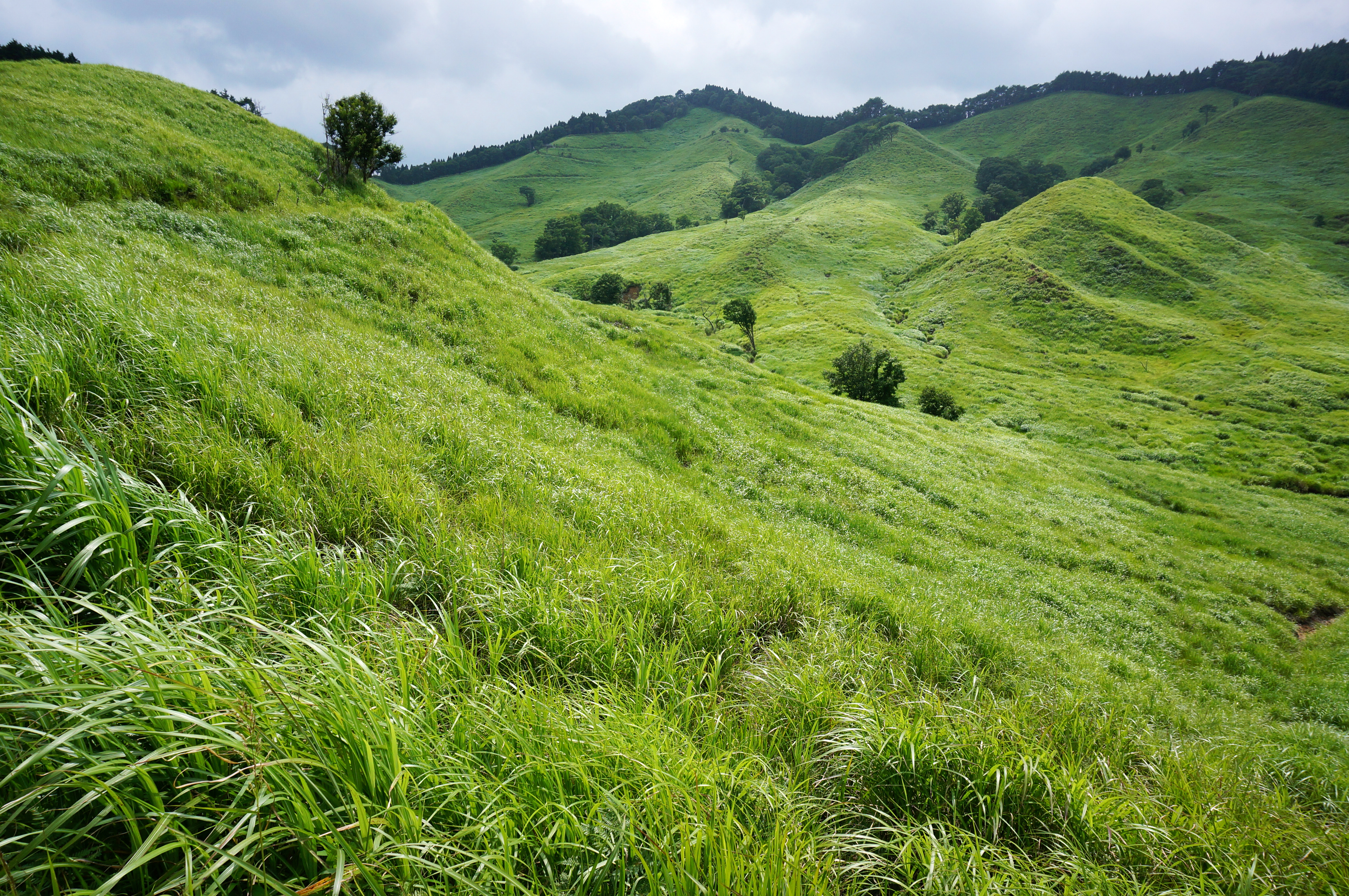
砥峰高原

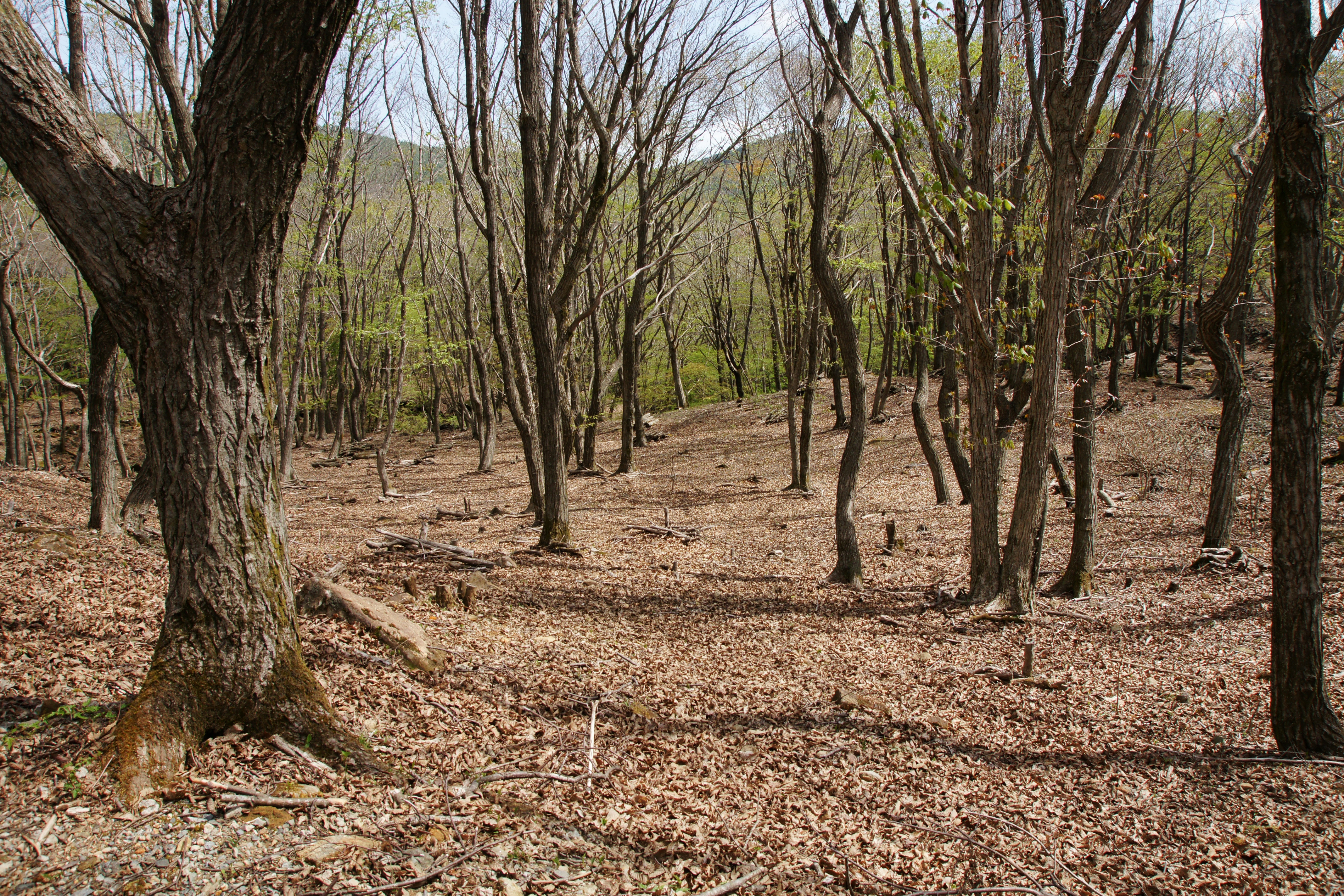
峰山高原

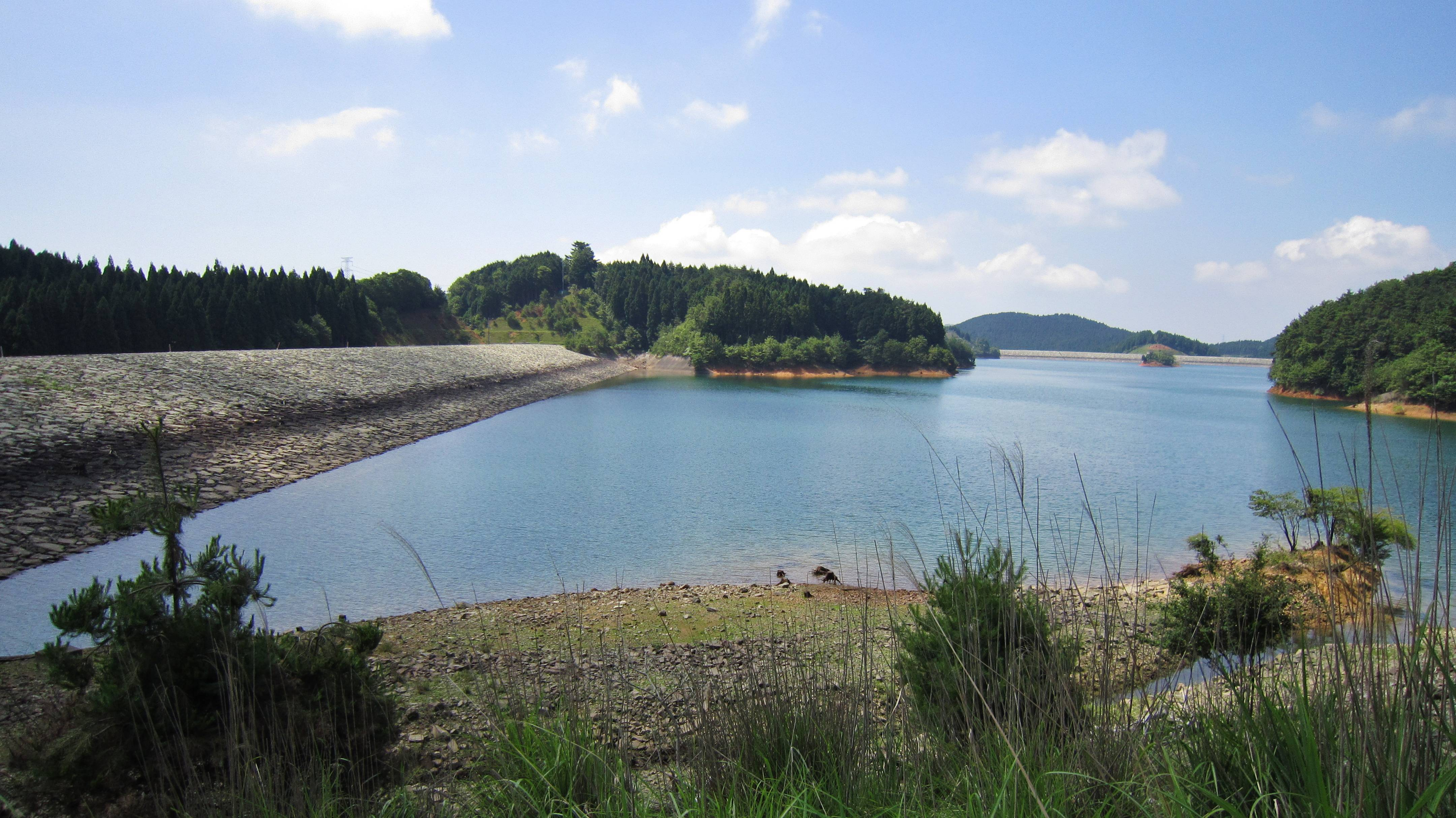
太田池

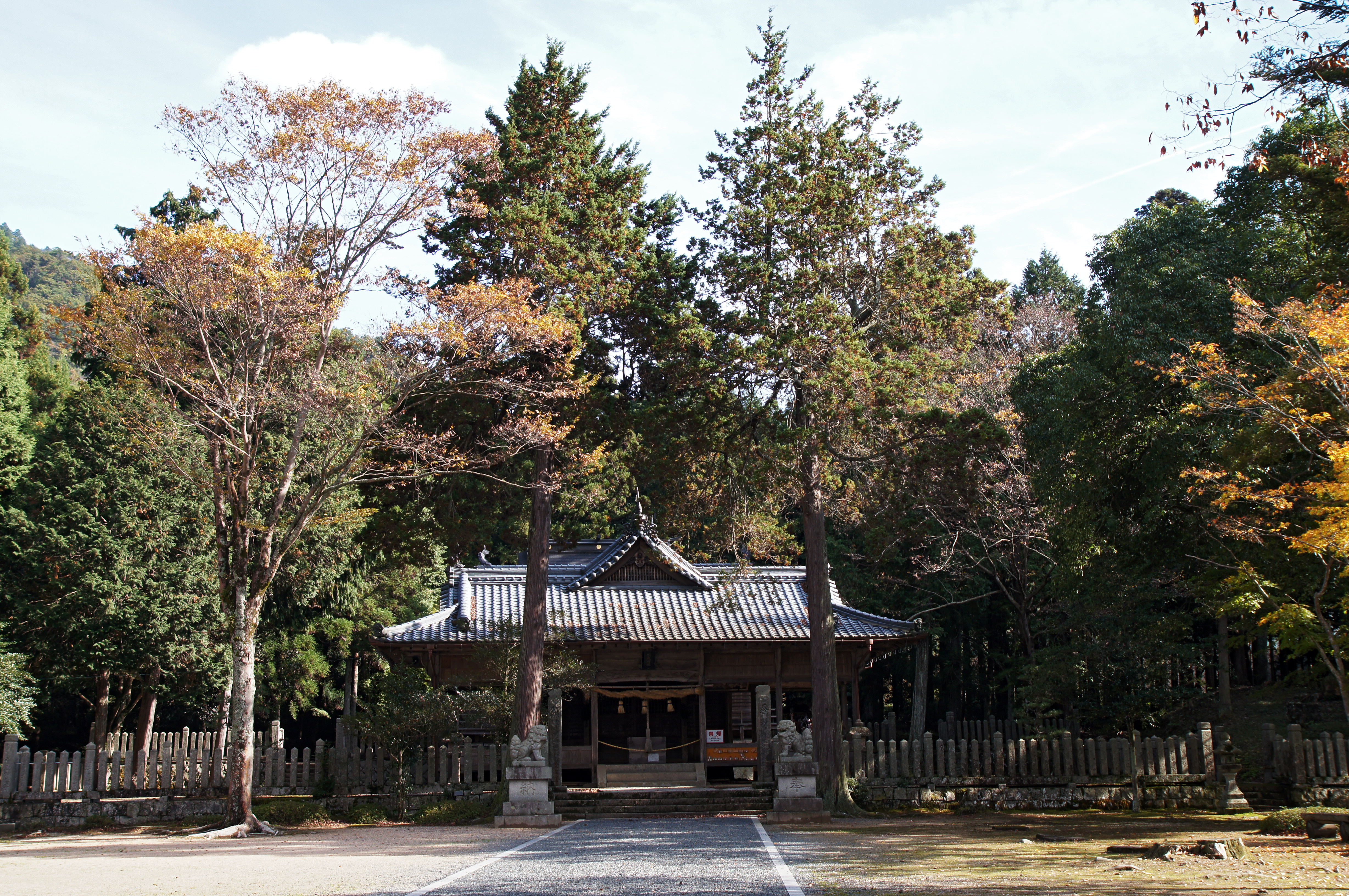
福本陣屋跡

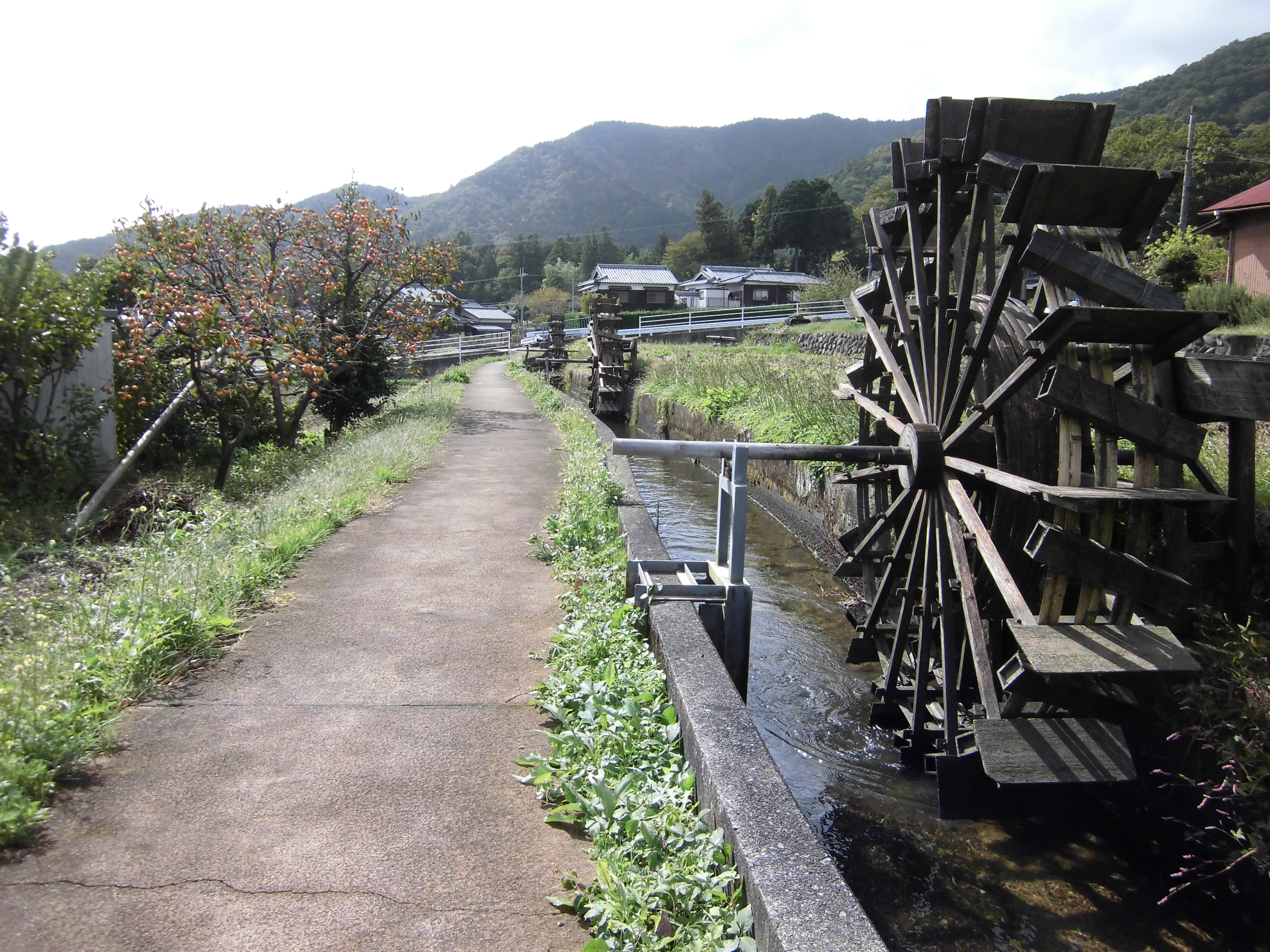
新野水車の里

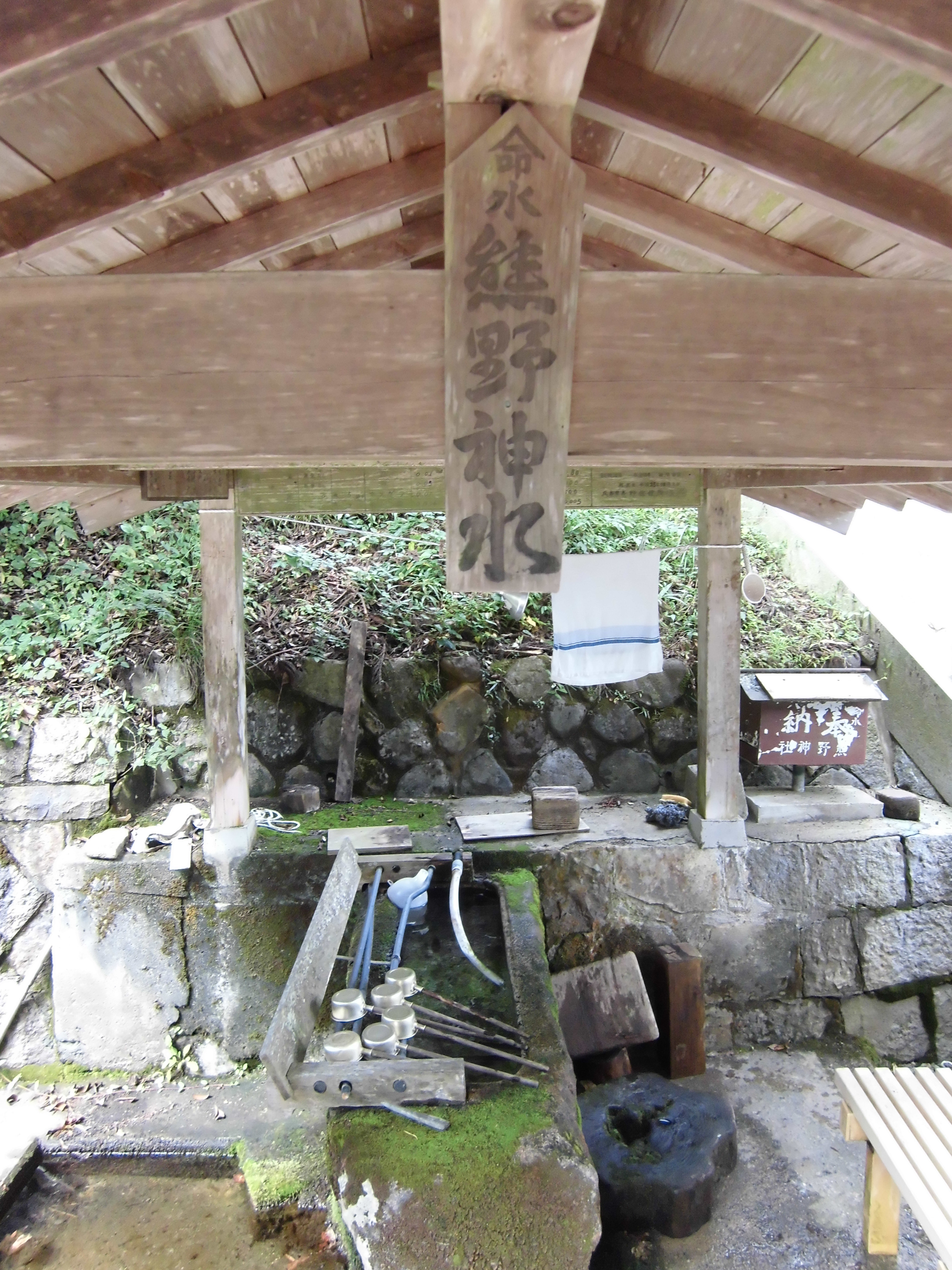
熊野神水

  - 2010年公開映画ノルウェイの森のメインロケ地
  - ホテル モンテローザ
- 峰山高原
  - 峰山高原ホテルRelaXia
- 黒岩の滝（落差20m）
- 扁妙の滝（落差65m） 冬になると滝が凍り多くの写真家が撮りに来る
- オウネン滝（落差24m）
- 太田の滝（落差55m）
- 太田池
- ヨーデルの森
- 大河内水力発電所（太田ダム）
  - エル・ビレッジおおかわち（同発電所のPR施設、1994年7月開館、2023年2月26日閉館）[6]
- 新田ふるさと村
- 桜華園
- 法性寺 (神河町)
- 福本陣屋跡（大歳神社境内、藩邸跡）
- 徹心寺 - 福本藩藩主池田家墓所。本堂および山門は兵庫県指定文化財
- 法楽寺 - 播磨西国三十三箇所第15番札所、「播州犬寺物語」の舞台
- 立岩神社
- 千ヶ峰（1006m 東播磨最高峰）
- 笠形山
- グリーンエコー笠形
- 大石山
- 越知谷鉱山
- 不動の滝
- 大歳六社神社（「大杉さん」と呼ばれる、県指定文化財にもなっている樹齢800年の杉がある）
- 椀貸淵
- かんざきピノキオ館
- 首切り地蔵尊　上月平左衛門が祭られている。
- 根宇野獅子舞　神河町指定重要無形文化財である。
- 重箱石
- 越知ヶ峰名水
- 南山名水
- 新野水車群
- 熊野神水

## 祭事・催事
- 砥峰高原山焼き
- 犬見川ホタル祭り（ホテル モンテローザ　わくわく公園）
- ぐりーんカーニバル
- かみかわ夏祭り・花火大会
- 高原ロードレース大会
- ススキまつり

## 姉妹都市
- フィリピン‐ディゴス市
  - 2018年7月5日 姉妹都市締結

## 出身人物
- 石野真子（歌手、女優）
- のん（女優）
- 小林亜也子（現：森川あやこ）（元女優・企業研修講師／神河町ハート大使）
- 藤原ヒロ（漫画家／神河町ハート大使）
- 藤原正和（元陸上競技選手）
- 平岡敬人（元野球選手）